# Чешская добровольческая рота СС
Чешская добровольческая рота СС «Святой Вацлав» (нем. Tschechische SS-Freiwilligen-Kompanie „Heiliger Wenzel“, чеш. Svatováclavská dobrovolnická rota ZZ — SDR) — чешское коллаборационистское военное подразделение СС, участвовавшее в заключительной части Второй мировой войны.

## Краткая история
В начале марта 1945 года в Германии велись секретные переговоры о срочной мобилизации чешских и словацких добровольцев, которые должны были задержать наступление советских войск в Германии и Чехословакии. Инициативу о привлечении чехов и словаков в Вермахт и Ваффен-СС высказал Эммануэль Моравец, министр по делам молодёжи Протектората Богемии и Моравии, которого поддержала Чешская антибольшевистская лига и даже правительство Протектората. Идею также поддержали доктор Тойнер (чешский фашист, один из руководителей Министерства по делам молодёжи Протектората), доктор Викторин и немецкий консультант доктор Кранихе. По планам немцы собирались привлечь как минимум тысячу добровольцев.
Формирование началось 5 марта по приказу Карла-Германна Франка, лагерь для тренировок располагался в деревне Ухношт-Чеперце. Однако антивоенные настроения среди населения оккупированных земель были настолько высоки, что всего 50 человек пришло к 21 марта в лагерь. К концу апреля численность добровольческого отряда едва превышала 70 человек. Большая часть добровольцев состояла в полувоенных формированиях СС, куда они попали только благодаря хорошему знанию немецкого языка и якобы предоставленной чистокровной немецкой родословной. Командовать ротой был приглашён бригадефюрер СС Бернхард Фосс, обучение проводил поручик Бейвл. Эта рота была единственным чешским подразделением в СС, среди оружия у них были только устаревшие винтовки со штыками и один пулемёт. Униформа их была точно такой же, как и у правительственных войск Протектората Богемии и Моравии.
5 апреля кто-то из солдат попытался дезертировать, однако их побег обнаружили, а сбежавших расстреляли на месте. В ночь с 8 на 9 мая часть верных Рейху солдат разбежалась по лесам, однако была захвачена в плен советскими или американскими частями. Те, кто сумел прорваться на Запад, спаслись от судебного преследования, вступив во Французский Иностранный легион. Некоторые из них даже участвовали в Индокитайской войне (принимали участие в битве в «Долине глиняных кувшинов») и войне во Вьетнаме.